# Brooke Lynn Hytes
Brock Edward Hayhoe (Toronto, Ontario, Kanada, 10. ožujka 1986.), poznatiji pod umjetničkim imenom Brooke Lynn Hytes, kanadski je drag izvođač, baletan i televizijski voditelj. 

## Karijera
Pet je godina trenirao balet u Kanadi, a zatim se preselio u Cape Town gdje je nastupio kao baletan. Kasnije je nastupao i u New Yorku.
Široj je javnosti postao poznat 2019. godine kao natjecatelj jedanaeste sezone američke reality emisije RuPaul's Drag Race. Hytes je bio prva kanadska drag kraljica koja se natjecala u toj emisiji. Osvojio drugo mjesto u američkoj inačici, a već iduće godine postao je voditelj i glavni član žirija u kanadskoj inačici emisije pod nazivom Canada's Drag Race. Gostovao je u emisijama poput Trixie Motel i RuPaul's Secret Celebrity Drag Race.

## Filmografija

### Film
| Godina | Naslov                        | Uloga           |
| ------ | ----------------------------- | --------------- |
| 2014.  | Seek                          | „drag kraljica” |
| 2020.  | The Queens                    | Brooke          |
| 2021.  | The Bitch Who Stole Christmas | Kitty Meow      |

### Televizija
| Godina      | Naslov                                   | Uloga                             | Izvori      |
| ----------- | ---------------------------------------- | --------------------------------- | ----------- |
| 2015.       | OUTspoken Biography                      | gost                              |             |
| 2018.       | Ozzy & Jack's World Detour               | gost                              |             |
| 2019.       | RuPaul's Drag Race                       | natjecatelj 11. sezone, 2. mjesto | [ 2 ]       |
| 2019.       | RuPaul's Drag Race: Untucked             | natjecatelj 11. sezone            | [ 2 ]       |
| 2020.–danas | Canada's Drag Race                       | voditelj                          | [ 3 ] [ 5 ] |
| 2021.       | RuPaul's Drag Race All Stars             | gost u 6. sezoni                  | [ 6 ]       |
| 2021.       | RuPaul's Drag Race All Stars: Untucked   | gost u 6. sezoni                  | [ 6 ]       |
| 2021.–danas | 1 Queen 5 Queers                         | voditelj                          |             |
| 2022.       | Trixie Motel                             | gost u 8. epizodi                 |             |
| 2022.       | RuPaul's Secret Celebrity Drag Race      | mentor                            | [ 4 ]       |
| 2022.       | Canada's Drag Race: Canada vs. the World | voditelj                          | [ 7 ]       |